# I (pronombre)
I (pronunciado /aI/) es el pronombre personal tónico de primera persona de singular en inglés moderno. Se utiliza para referirse a uno mismo, como sujeto sintáctico, y siempre se escribe con mayúscula.

## Etimología
La forma inglesa I se originó a partir de la forma del inglés antiguo «ic». Esta transformación de «ic» a «i» tuvo lugar hacia 1137 en el Norte de Inglaterra. La escritura de la palabra con mayúscula comenzó alrededor de 1250, para facilitar la identificación de la letra como palabra: los escritores y copistas empezaron a usarla así porque, escrita con minúscula, era difícil de leer y, en ocasiones, provocaba errores al confundirse con el final o el principio de las palabras anteriores o posteriores. Esta práctica quedó completamente asentada al introducirse el tipo móvil a mediados del siglo XV, momento en que también se consideró su conveniencia por motivos de legibilidad.[cita requerida] 
Su predecesor «ic» se había originado, por su parte, en los derivados de las formas proto-germánicas «ik», y «ek»; «ek» está atestiguada en las inscripciones en Futhark antiguo (en muchos casos, en forma de la variante «eka»; véase, también, ek erilaz). Los lingüistas asumen que «ik» se desarrolló a partir de la variante átona de «ek».
Sus homónimos germánicos son: antiguo frisón ik, nórdico antiguo ek (danés, noruego jeg, sueco jag, islandés ég), antiguo alto alemán ih (alemán ich) y gótico ik.
La raíz proto-germánica viene, a su vez, del proto-indoeuropeo (PIE). El pronombre reconstruido es *egō, egóm, cuyos homónimos serían el
sánscrito aham, el hitita uk, el latín ego, el griego ἐγώ egō y el proto-eslavo azъ.
Las formas oblicuas están formadas a partir del tema *me- (inglés me), el plural de *wei- (inglés we) y el plural oblicuo de *ns- (inglés us).

## Fuente
- Gaynesford, M. de I: The Meaning of the First Person Term, Oxford, Oxford University Press, 2006.

- Datos: Q49404
- Citas célebres: Yo